# Guido Landra
Guido Landra (Roma, 16 febbraio 1913 – Roma, 14 dicembre 1980) è stato un antropologo italiano, teorico del razzismo.

## Biografia
Assistente di Sergio Sergi alla cattedra di Antropologia all'Università La Sapienza, e responsabile dell'Ufficio studi sulla razza (dal 1938 Direzione generale per la demografia e la razza, ma nota anche come "Demorazza"), è concordemente ritenuto l'estensore materiale del cosiddetto Manifesto degli scienziati razzisti, il cui testo, ideato ed emendato da Mussolini, fu prodromico alla legislazione antisemita italiana del 1938.
Autore di numerosi articoli e saggi a carattere antropologico, prevalentemente incentrati sul razzismo biologico, e pubblicati in particolare sul periodico La difesa della razza diretto da Telesio Interlandi, il suo principale contributo a stampa è il manuale di Antropologia e psicologia (Bompiani 1940) scritto con Agostino Gemelli e Ferruccio Banissoni.
Alla fine del 1938, Landra visitò il campo di concentramento di Sachsenhausen in Germania per studiare i tratti razziali dei detenuti. Ne uscì un articolo sull'organo nazionalsocialista Illustrierter Beobachter del 5 gennaio 1939 che metteva in evidenza il carattere disumano e denunciatorio dell'iniziativa.

## Altre opere
- Sulla morfologia del capello presso alcune popolazioni africane (Acioli dell'Uganda, Dauada, Tebu e Tuareg della Libia), Società romana di Antropologia, Roma 1936.
- Una ricerca sistematica sugli ibridi di cinesi ed europee, Società romana di Antropologia, Roma 1936.
- Piccola bibliografia razziale. Le classificazioni delle razze umane, gli studi razziali nella bibliografia antropologia italiana, Ulpiano, Roma 1939.
- Crani umani, in E. Zavattari (a cura di), Missione biologica nel paese dei borana, vol. I, Regia Accademia d'Italia, Roma 1940.
- Il problema della razza in Romania, Istituto italo-romeno di studi demografici e razziali, 1942.